# Liam Doran
Liam Doran (ur. 22 marca 1987) – brytyjski kierowca rallycrossowy.

## Kariera sportowa

### Początki
Swoją karierę sportową rozpoczął w wieku 14 lat. W 2007 roku startował za kierownicą tylnonapędowego Forda Fiesty.
W 2009 roku zadebiutował w rallycrossowych mistrzostwach Europy zaliczając w nich 6 rund. Startował także w Mistrzostwach Wielkiej Brytanii, gdzie zajął drugie miejsce.

### 2010
W kolejnym sezonie został kierowcą zespołu Kennetha Hansena. Prowadząc Citroëna C4 wygrał rundy w Finlandii i Polsce. W klasyfikacji generalnej zdobył 112 punktów dających mu trzecie miejsce w klasyfikacji generalnej.

### 2011
Dobre rezultaty zaowocowały podpisaniem kontraktu z producentem napojów energetycznych, firmą Monster. Powstał w ten sposób zespół Monster Energy Citroen Rallycross Team. W mistrzostwach Europy Brytyjczyk dwa razy stanął na podium zajmując trzecie miejsce we Francji i Austrii. Wystartował również w ostatniej rundzie Global RallyCross Championship, gdzie zajął odpowiednio 8 i 10 miejsce. Uzbierane punkty dały mu 16 pozycję w klasyfikacji generalnej i umożliwiły start na X-Games, gdzie w rywalizacji rajdowej pokonał Tannera Fousta, Kena Blocka, Travisa Pastranę i awansował do finału, gdzie zmierzył się z Marcusem Gronholmem. Brytyjczyk pokonał dwukrotnego mistrza świata i zdobył złoty medal.

### 2012
Kolejny sezon przyniósł mu jedno zwycięstwo odniesione w Niemczech oraz drugą lokatę w klasyfikacji generalnej ze stratą 44 punktów do Timura Timercjanowa. Wystartował również w czterech rundach GRC. W Teksasie Brytyjczykowi nie udało się awansować do finału. W X Games rozgrywanych na ulicach Los Angeles Doran zajął w półfinale nie dające awansu trzecie miejsce, lecz wygrał wyścig ostatniej szansy. W finale był piąty. Zawody na torze w New Hampshire ukończył na siódmym miejscu. W Las Vegas natomiast nie udało mu się awansować do finału kończąc zmagania na 14 pozycji. Na koniec sezonu sklasyfikowany został na piętnastej pozycji.

### 2013
Na rok 2013 Liam Doran utworzył zespół wraz z Andreasem Bakkerudem. Brytyjczyk wygrał dwie rundy i zajął piątą lokatę na koniec sezonu. Starty w GRC rozpoczął od 13 miejsca w Foz do Iguaçu. Po tej rundzie zmienił swojego Citroëna DS3 na Mini Countryman. Pierwszego dnia X Games w Monachium udało mu się wygrać deszczowy finał mimo przebitej opony, natomiast drugiego dnia był drugi. Podczas zawodów rozgrywanych na torze Bristol awansował do finału, lecz z powodu awarii nie wziął w nim udziału. X Games w Los Angeles zakończył natomiast po kolizji z Kenem Blockiem na pierwszym okrążeniu. W klasyfikacji generalnej zajął 9 miejsce. Brytyjczyk wziął także udział w rozgrywanych w ramach X Games zawodach Gymkhana Grid. W ćwierćfinale pokonał on Kena Blocka rezultatem 2:1. W półfinale przegrał z Tannerem Foustem. Jego rywal w walce o trzecie miejsce, Anton Marklund wycofał się z rywalizacji po uszkodzeniu uszczelki pod głowicą i Doran zdobył w tych okolicznościach brązowy medal.

### 2014
W 2014 Doran dołączył do nowo powstałych Mistrzostw Świata w Rallycrossie. Podczas pierwszej rundy rozgrywanej na torze Montalegre nie awansował do półfinału kończąc zmagania na 19 pozycji. Zmagania w Lydden Hill zakończył na 20 miejscu. Podczas trzeciej rundy sezonu rozgrywanej w Norwegii doszedł do półfinału, w którym to przebita pod koniec wyścigu opona uniemożliwiła walkę o awans do finału. W Finlandii Brytyjczyk ponownie awansował do półfinału, lecz odpadł z wyścigu po kolizji z Dohilem i Heikkinenem w pierwszym zakręcie. Zawody ukończył na 12 miejscu. W Holjes Brytyjczyk zajął w półfinale trzecie miejsce dające mu awans do finału. W finałowym wyścigu Doran był piąty. Zawody w Belgii Brytyjczyk zakończył na biegu półfinałowym, w którym doszło do awarii jego samochodu. Sklasyfikowany został na dziesiątym miejscu. Po tych zawodach nastąpiła przerwa w startach Dorana, który pojawił się dopiero podczas kończącej sezon rundy w Argentynie, gdzie jednak nie doszedł do półfinału kończąc rywalizację na 17 pozycji. W klasyfikacji generalnej zdobył 17 punktów, które dały mu 21 pozycję w klasyfikacji generalnej.
Liam Doran wziął także udział w X Games organizowanych na obiekcie Circuit of the Americas. Brytyjczyk doszedł do finału, który zakończył na czwartej pozycji po tym, jak obrócił się w ostatnim zakręcie i został wyprzedzony przez Nelsona Piqueta Jr.

## Wyniki

### Rallycrossowe Mistrzostwa Europy
| Rok  | Zespół         | Samochód    | 1        | 2               | 3        | 4                | 5               | 6      | 7        | 8            | 9            | 10     | Punkty | Miejsce |
| ---- | -------------- | ----------- | -------- | --------------- | -------- | ---------------- | --------------- | ------ | -------- | ------------ | ------------ | ------ | ------ | ------- |
| 2009 | Liam Doran     | Ford Fiesta | GBR -    | POR             | FRA 8    | HUN 13           | AUT             | SWE    | BEL -    | GER 13       | POL          | CZE 4  | 30     | 15      |
| 2010 | Liam Doran     | Citroën C4  | POR 4    | FRA 3           | GBR 3    | HUN (7)          | SWE 7           | FIN 1  | BEL 2    | GER (6)      | POL 1        | CZE 6  | 112    | 3       |
| 2011 | Liam Doran     | Citroën C4  | GBR 4    | POR 5           | FRA 3    | NOR 9            | SWE (10)        | BEL 3  | NED (15) | AUT 9        | POL 11       | CZE 11 | 83     | 7       |
| 2012 | Liam Doran     | Citroën DS3 | GBR 3    | FRA (8)         | AUT 4    | HUN 6            | NOR 2           | SWE    | BEL 6    | NED Ret      | FIN 2        | GER 1  | 104    | 2       |
| 2013 | LD Motorsports | Citroën DS3 | GBR 11 6 | POR 1 8 + 5 + 6 | HUN 12 6 | FIN 4 13 + 5 + 3 | NOR 1 7 + 6 + 6 | SWE 35 | FRA 14 3 | AUT 7 14 + 2 | GER 9 10 + 2 |        | 121    | 5       |

### Rallycrossowe Mistrzostwa Świata
| Rok  | Zespół                  | Samochód    | 1      | 2      | 3     | 4      | 5     | 6      | 7   | 8   | 9   | 10  | 11  | 12     | Punkty | Miejsce |
| ---- | ----------------------- | ----------- | ------ | ------ | ----- | ------ | ----- | ------ | --- | --- | --- | --- | --- | ------ | ------ | ------- |
| 2014 | Monster Energy World RX | Citroën DS3 | POR 19 | GBR 20 | NOR 7 | FIN 12 | SWE 5 | BEL 10 | CAN | FRA | GER | ITA | TUR | ARG 17 | 17     | 21      |

### Global RallyCross
| 2011 | ?                                      | Citroën C4      | IRW1   | IRW2   | OMA1   | OMA2 | PIK1 8 | PIK2 10 |     |     |     |    | 16 | 17 |
| 2012 | Monster Energy Citroën Rallycross Team | Citroën C4      | CHA    | TEX 12 | LA 5   | NH 7 | LVS    | LVC 14  |     |     |     |    | 39 | 10 |
| 2013 | LD Motorsport                          | Citroën DS3     | FOZ 13 |        |        |      |        |         |     |     |     |    | 59 | 9  |
| 2013 | LD Motorsport                          | Mini Countryman |        | MON1 1 | MON2 2 | NH   | BRI 9  | LA 10   | ATL | CHA | LVV |    | 59 | 9  |
| 2014 | Olsbergs MSE                           | Ford Fiesta     | BAR    | AUS 4  | WAS    | NJO  | CHA    | DAY     | LA1 | LA2 | SEA | LV | 0  | 17 |